# Okręg wyborczy Edinburgh South
Okręg wyborczy Edinburgh South powstał w 1885 r. i wysyła do brytyjskiej Izby Gmin jednego deputowanego. Okręg obejmuje południową część Edynburga.

## Deputowani do brytyjskiej Izby Gmin z okręgu Edinburgh South
- 1885–1886: George Harrison
- 1886–1892: Hugh Childers, Partia Liberalna
- 1892–1895: Herbert Paul, Partia Liberalna
- 1895–1899: Robert Cox
- 1899–1900: Arthur Dewar, Partia Liberalna
- 1900–1906: Andrew Agnew
- 1906–1910: Arthur Dewar, Partia Liberalna
- 1910–1917: Charles Henry Lyell, Partia Liberalna
- 1917–1918: James Parrott, Partia Liberalna
- 1918–1922: Charles David Murray, Szkocka Partia Unionistyczna
- 1922–1945: Samuel Chapman, Szkocka Partia Unionistyczna
- 1945–1957: William Darling, Szkocka Partia Unionistyczna
- 1957–1979: Michael Clark Hutchison, Partia Konserwatywna
- 1979–1987: Michael Ancram, Partia Konserwatywna
- 1987–2010: Nigel Griffiths, Szkocka Partia Pracy
- od 2010: Ian Murray, Szkocka Partia Pracy